# Ivo Polák
Ivo Polák (* 22. září 1957 Blansko) je český politik a pedagog, v letech 2008 až 2016 zastupitel Jihomoravského kraje (v letech 2008 až 2010 radní kraje a v letech 2010 až 2012 náměstek hejtmana), v letech 2014 až 2018 starosta města Blanska, člen ČSSD.

## Život
Ivo Polák se narodil v roce 1957. Je ženatý, má dva syny Tomáše (1983) a Martina (1996). Je vyučený v oboru mechanik elektronických zařízení. Poté absolvoval Střední průmyslovou školu elektrotechnickou a Pedagogickou fakultu MU v Brně. K jeho koníčkům patří sport, literatura, divadlo a film. Jeho mladší syn Martin studoval na Obchodní akademii v Blansku a v současné době působí jako frontman v punk rockové kapele The Desperate Mind.

## Učitelská kariéra
Po dokončení vysokoškolských studií působil jako učitel na ZŠ ve Křtinách, později jako zástupce ředitele ZŠ v Blansku.

## Veřejné působení
Od roku 2002 do roku 2008 vykonával funkci místostarosty v Blansku. Je předsedou Okresního výkonného výboru ČSSD Blansko a místopředsedou Krajského výkonného výboru ČSSD Jihomoravského kraje.
V roce 2008 byl zvolen do Zastupitelstva Jihomoravského kraje, od ustavujícího zasedání zastupitelstva v listopadu 2008 byl členem Rady Jihomoravského kraje. V září 2010 byl zvolen náměstkem hejtmana Jihomoravského kraje. Tuto funkci vykonával do listopadu 2012. Do jeho kompetence patřila oblast životního prostředí.
V krajských volbách v říjnu 2012 byl zvolen členem zastupitelstva Jihomoravského kraje. Získal celkem 2 137 preferenčních hlasů (nejvíce v Blansku mezi kandidáty napříč politickými stranami), z kandidátky to byl v pořadí pátý nejlepší výsledek. Při ustavujícím zasedání krajského zastupitelstva byl zvolen členem Výboru kontrolního a Výboru pro výchovu, vzdělávání a zaměstnanost. I přes jeho výsledek ve volbách nebyl nominován do uvolněné funkce na kraji a proto pracoval v období od 1. 1. 2013 do 31. 12. 2013 jako manažer školícího centra ve firmě Letiště Brno a.s. Ve volbách v roce 2016 už funkci krajského zastupitele neobhajoval.

## Starosta Blanska
V roce 2010 byl zvolen opět členem zastupitelstva v komunálních volbách v Blansku. Na zasedání zastupitelstva města Blanska 17. prosince 2013 byl jednomyslně zvolen starostou. Funkce se ujal 1. ledna 2014 poté, co vstoupila v platnost rezignace dosavadního starosty Lubomíra Toufara.
V komunálních volbách v roce 2014 jako lídr kandidátky získal největší počet hlasů napříč politickými stranami a se svou politickou stranou obhájil vítězství v Blansku z minulých voleb.
Po volbách v roce 2018 ho jako starosta vystřídal Jiří Crha z ODS, přičemž Polák zaujal ve vedení Blanska post 2. místostarosty. Ve komunálních volbách 2022 zvolen nebyl, když skončil jako první náhradník.

## Volby do senátu 2016 za Jihomoravský kraj
Ve volbách do Senátu PČR v roce 2016 kandidoval za ČSSD v obvodu č. 49 – Blansko. Se ziskem 14,73 % hlasů skončil o 200 hlasů velmi těsně na 3. místě a do druhého kola nepostoupil.